# Virgen de Seixalbo
La Virgen de Seixalbo, anteriormente conocida como Nuestra Señora de la Silla, es una obra anónima realizada aproximadamente entre 1230 y 1250. Está ubicada en el Museo Catedralicio de Orense (Galicia, España).

## Historia
Los únicos datos conocidos de la imagen son los relativos a su descubrimiento, perfectamente documentado en una relación epistolar entre Juan Bautista Rollón, párroco de Seixalbo, y Florencio Cerviño González, obispo de Orense. La aparición de la talla se produjo de manera fortuita en 1927 en el desván de la Iglesia de San Verísimo de Seixalbo, siendo en 1930 emplazada en un pedestal dentro del templo. No obstante, en un principio Rollón no consideró la talla como una obra relevante, llegando incluso al extremo de contemplar la posibilidad de venderla a unos anticuarios de Madrid por un precio de 1000 pesetas, si bien el arquitecto Antonio Palacios logró evitarlo mediante la siguiente carta:

Señor D. J. Bta. Rollón, Párroco de Sejalvo, 18 de agosto de 1930
Mi respetable y querido amigo: Le agradezco mucho la atención de la consulta sobre la Virgen románica de Sejalvo. Mi opinión es que no se debe vender. Es un ejemplar notabilísimo y excepcional por estar tallado en piedra y no en madera como otras (muy pocas) que existen en Europa. Ya comprenderá que cuando esos anticuarios pagan mil pesetas de primera intención es que valen quince o veinte mil en venta directa. Realmente en esta clase de piezas excepcionales la tasación es imposible.
Sentí no verle cuando estuve ahí, aún cuando su hermana de espíritu despierto, inteligente, me sirvió excelentemente de amable cicerone. Le dije el mérito de la imagen y que debería guardar con mucho cuidado, pues como me dice muy bien no debe continuar en donde está.
¿Qué se debería hacer? A mi juicio lo mejor es trasladarla a la capillita primorosa, verdadera pequeña joya arquitectónica del estilo inglés Tudor, rarísimo en España, y único en Galicia. En el fondo de esa capillita hay un retablito barroco insignificante y detrás de él una arquería exornada de angelitos de un bellísimo estilo que apenas puedo adivinar por la dificultad de ver por la rendija del altar. Este arco parece muy anterior a la capilla cuyo detalle es del más fino renacimiento y aquel debe ser de principios del xiii. Sería extraordinario retirar el altar barroco y colocar sobre un sencillo altar formado con dos piedras (que acaso podrían utilizar de las sobrantes del cementerio) y un dado de otra tosca piedra y sobre ella la Virgen de Sejalvo.
El conjunto será espléndido, de arte. Él solo, merecería que los turistas fuesen especialmente a verlo, aparte del curioso atractivo que ofrecería el pueblo, que es muy característico (me ocuparé de él en un artículo especial, en Faro de Vigo) ¡Si estuviera más limpio!
Claro que esta solución no produce ingresos sino un poquísimo gasto, pero el beneficio que la Religión y el Pueblo de Sejalvo tendrá con ello será importante.
¿No podría hacer una pequeña suscripción para esto? ¿El arreglo de la iglesia? ¿No hay ahí algún americano?
Yo, por mi parte, no tendría inconveniente en pasarme con usted dos ó tres días y dejar instalada la Virgen en el lugar que propongo.
Saldré para Galicia dentro de cuatro o cinco días e iré a Santiago para la inauguración del Hotel Compostela y otros asuntos. Luego iré a Vigo para la propaganda de un nuevo templo en construcción en la Guía. Y luego (a primeros de septiembre), a Orense y en ese época podré ir a Sejalvo. Hasta entonces, se ofrece suyo afectísimo amigo, Antonio Palacios.
A fin de que el sr. Obispo quede informado, le ruego le envíe esta carta, croquis a lápiz y recortes de periódico, en cuanto tome usted nota de todo ello. A. P.: 244–245 

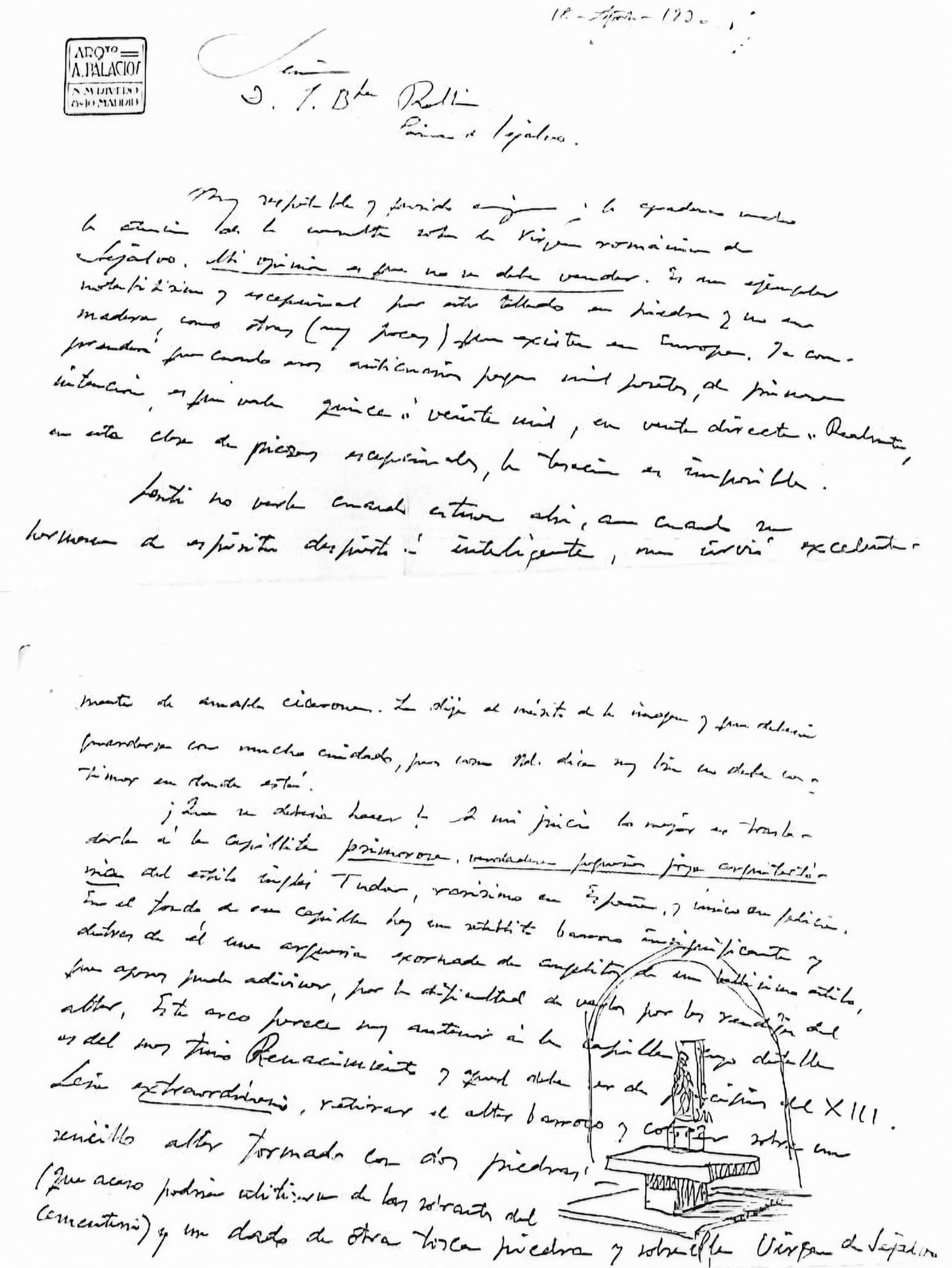
Carta de Antonio Palacios (primera y segunda página).

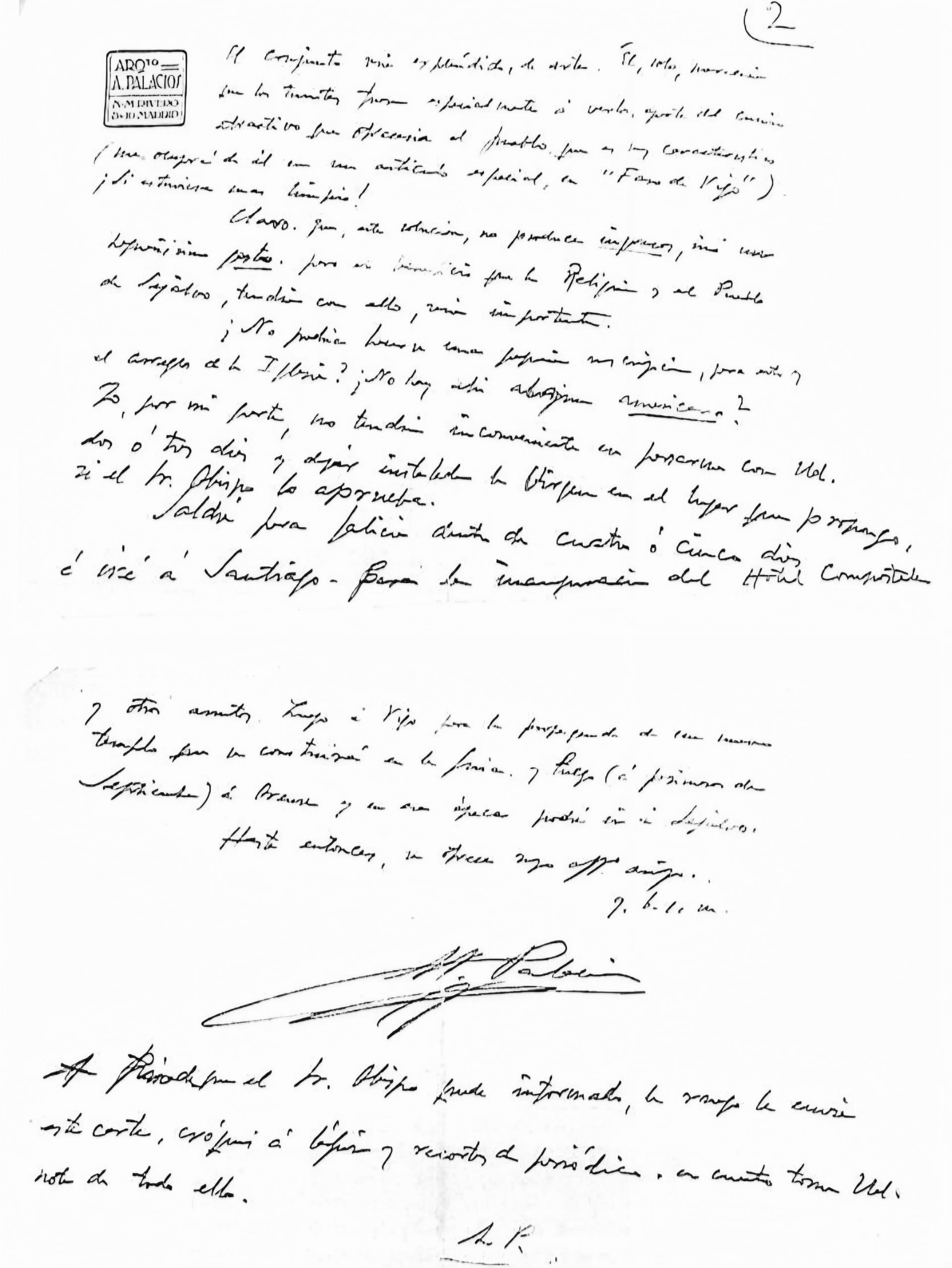
Carta de Antonio Palacios (tercera y cuarta página).

Meses después de esta misiva, el 31 de enero de 1931, el obispo solicitó fotografías de la talla al párroco, quien se las remitió junto con una carta el 7 de febrero:

Dignísimo y Rvmo. Señor: Según me ha indicado el 31 del pasado mes, le acompaño tres fotografías de la consabida Imagen de piedra que dicen ser de Ntra. Señora de la Silla, y que yo denomino de Belén, por la similitud que tiene con la del altar que existe en el Pórtico de la Gloria de esa S. I. Catedral, o de Santa María Madre, y que por ignorar el mérito que ostenta, la tenían mis predecesores relegada al olvido en un esquinal del suelo inmediato al local trastero de esta Iglesia de Sejalvo.
Pero al comprender yo que en ella, además de la antigüedad, contenía especial valor artístico, ordené se pusiera sobre el muro del atrio, arrimada a la pared sur del Templo, a fin de que los fieles transeúntes pudieran dirigirle sus plegarias, y los inteligentes admirar el trazado de la escultura de su época.
Y en verdad, que ha producido sus efectos, pues entre otras personas competentes que le ha llamado la atención, figura el gran Maestro de la Arquitectura Dn. Antonio Palacios y Ramilo, que al venir en septiembre último a examinar a esta Iglesia de mi cargo varios trabajos arqueológicos, se fijó detenidamente en la Imagen de que se trata, sacando su diseño a lápiz y añadiendo: «acaso no habrá un ejemplar como este en la exposición actual de Barcelona», tal es su mérito relativo.
A esta manifestación de tan sabio Presidente de la Real Academia de Bellas Artes siguieron la de más individuos peritos en el asunto, entre los que se encuentran unos anticuarios de Madrid, que ofrecieron espontáneamente por la Imagen mil pesetas, y a quienes dije primeramente tenía que comunicárselo al Ilmo. Sr. Obispo de la Diócesis, para su conocimiento, y disposición de lo que más crea conveniente, noticiándoles después acerca de los que se digne acordar. ≡ Debido a esto envío reporto al Rvmo. Prelado los tres aludidos retratos, el segundo para el Sr. Palacios y el tercero para los miembros de la Comisión de Monumentos, por si tienen a bien dictaminar si vale o hay quien abone más precio, á igual que la resolución de V. S. I. y demás diligencias precisas si acuerdan enajenarla, por cuanto su importe lo reclaman las varias necesidades de este Templo parroquial y de lo que se dará oportunamente conocimiento a nuestro celosísimo Superior Jerárquico al solicitar las licencias que en todos los casos se requieren.
Al saber la suma que por la Imagen de piedra ofrecieron, y a evitar, acaso, su intencionada desaparición, mandé sacarla inmediatamente del supradicho muro y depositarla en lugar seguro, esto es, dentro de la Iglesia parroquial, al lado del altar de la Capilla de San Roque, si bien al fotografiarla hubo que ponerle, por la parte de atrás, la cortinilla que se reconoce.
La Imagen de la Virgen de la Silla está hecha de una sola pieza de piedra que mide de alto un metro y de ancho cuarenta centímetros: carece de la mitad del brazo derecho con su mano, y punta de la nariz; presenta pequeñas faltas al lado de atrás de la cabeza y corona del Niño Jesús, con alguna que otra en los dibujos que la rodean, y se halla sentada sobre un sillón de respaldo cuadrado que, en cada uno de sus cuatro esquinales, aparece un león entre sus adornos. Los Sres. Curas que de Sejalvo fueron, al no incluirla en sus inventarios, prueban la poca importancia, menos valor y escaso mérito que le reconocían, y que el actual ha tratado de subsanar, participándole esto a V. S. I. para su acertada resolución.
Como la cantidad asignada anualmente al Culto de Sejalvo no llegue, y sus atenciones sean mayores, se sigue que no habiendo quien ayuda con sus limosnas los fondos de fábrica para el mejoramiento, cuidado y limpieza de la Casa de Dios, claro es que esto tiene que suplirlo con su celo y desprendimiento el Párroco al llevar a cabo arreglos y reparos precisos en el Templo sin excederse de las sumas que él pueda invertir, y aún a pesar de esto, y de condonar varias partidas anotadas, la Iglesia de Sejalvo debe en la actualidad el Señor Rollón cuatrocientas diez pesetas de las que perdona en las cuentas corrientes doscientas diez pesetas.
Sin embargo, es necesario beneficiar esa Imagen según plazca a V. S. I. a fin de reunir fondos, toda vez hay que hacer la reteja general de esta Iglesia, incluyendo materiales, con revoque de argamasa en el centro y extremidades del tejado, por haber diez años que tal operación no se ha efectuado, aún cuando se reparasen con frecuencia sus goteras: como igualmente la recomposición de la cúpula lucernario, en la que los fuertes vendavales también ocasionaron bastante daño, derribando parte de la cal hidráulica que con sus ventanales le rodea, por lo que se introduce forzosamente el agua en el interior del Templo, aproximándose su coste a trescientas pesetas, sin contar otras atenciones que en su día se indicarán.
Y no molestando más la atención de V. S. I. se halla siempre a sus órdenes este su menor Capellán que respetuosamente le saluda y besa su Pastoral Anillo.
Juan Bta. Rollón.: 245–247 

El 15 de julio de 1931 el párroco volvió a escribir al obispado para insistir en lo urgente de la obtención de fondos con el fin de acometer obras de reparación en la iglesia, ofreciendo la talla de la Virgen de Seixalbo como contraprestación:

Excmo. e Ilmo. Sr. Obispo de Orense
Dn. Juan Bautista Rollón, Cura párroco de San Verísimo de Sejalvo, a V. E. I. respetuosamente
Expone: que a pesar del cuidado que los señores Curas respectivos, se aproxima a doce años que no se ha hecho la reteja general en esta Iglesia, que mide veinte y cuatro metros de largo por once de ancho, como tampoco la reparación del cimborrio-lucernario, hoy tan necesarios, a evitar los notorios daños que las lluvias y vendavales causan en su interior con la introducción de aguas y humedades que perjudican al edificio y su estructura.
El importe de estas reformas y reparos asciende a quinientas pesetas, precio en que se compromete a hacerlas el Maestro Albañil de Rairo, D. Antonio Blanco y Blanco, que también firma, en armonía con los datos aportados, y que a la terminación de la obra especificará en la relación-presupuesto para el ajuste de cuentas: y en cuya suma se hallan comprendidos las reteja general del Templo, incluyendo la parte trasera Norte: sobre cuatro moyos de teja nueva que hacen falta con algún ladrillo; revocación con argamasa de los canalones del borde de sus caras, cuadrados e hilada del centro del tejado, cual venía figurando, y arreglo del cimborrio-lucernario; reforma de sus cuatro ventanales; reposición de cristales; de la Cruz de su Cúpula; de llanos caídos; encintado y pintura de las paredes del mismo y demás trabajos precisos.
Para acometer obras tan urgentes como necesarias, no hay dinero de fondos, toda vez que esta Iglesia tiene un alcance en contra de trescientas cuarenta y cuatro pesetas según aparece del libro de Fábrica últimamente aprobado; debido a lo que a V. E. I.
Suplica se digne anticipar esas quinientas pesetas con destino al asunto de que se trata y autorización para realizar las referidas obras, respondiendo de tal cantidad la Imagen de piedra de Ntra. Señora de la Silla, de relativo mérito artístico, existente en esta parroquial, que desde el momento de la concesión de la supradicha suma queda esa efigie a favor de V. E. I. y Rvmos. Prelados que le sucedan, continuando en el mismo sitio u otro lugar que más conveniente crea custodiarse.
Gracia que espera conseguir de la notoria bondad de V. E. I. cuya vida Dios guarde muchos años.
Sejalvo, Julio quince de mil novecientos treinta y uno.
Antonio Blanco.: 247–248 

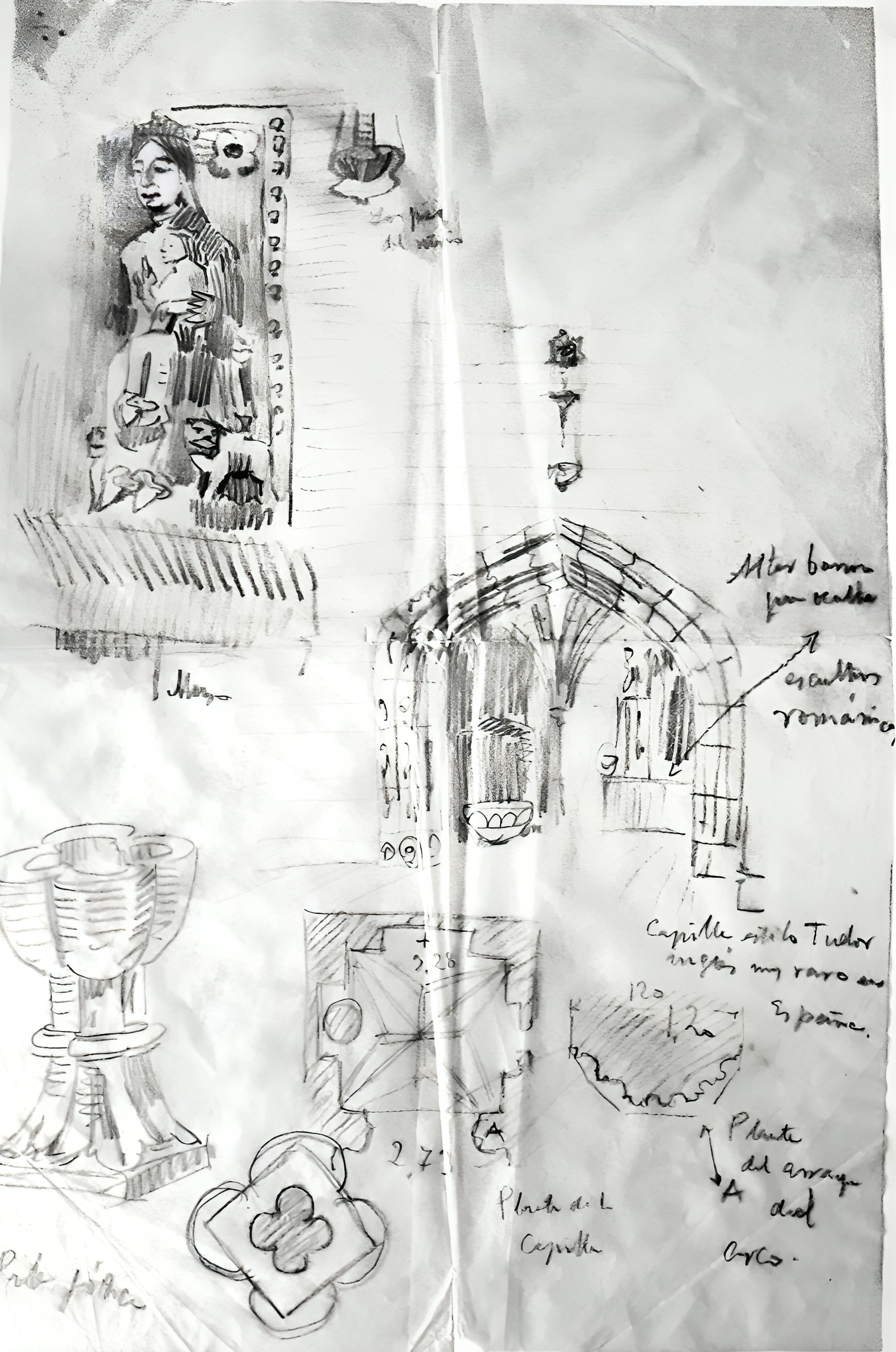
Carta de Antonio Palacios (quinta página).

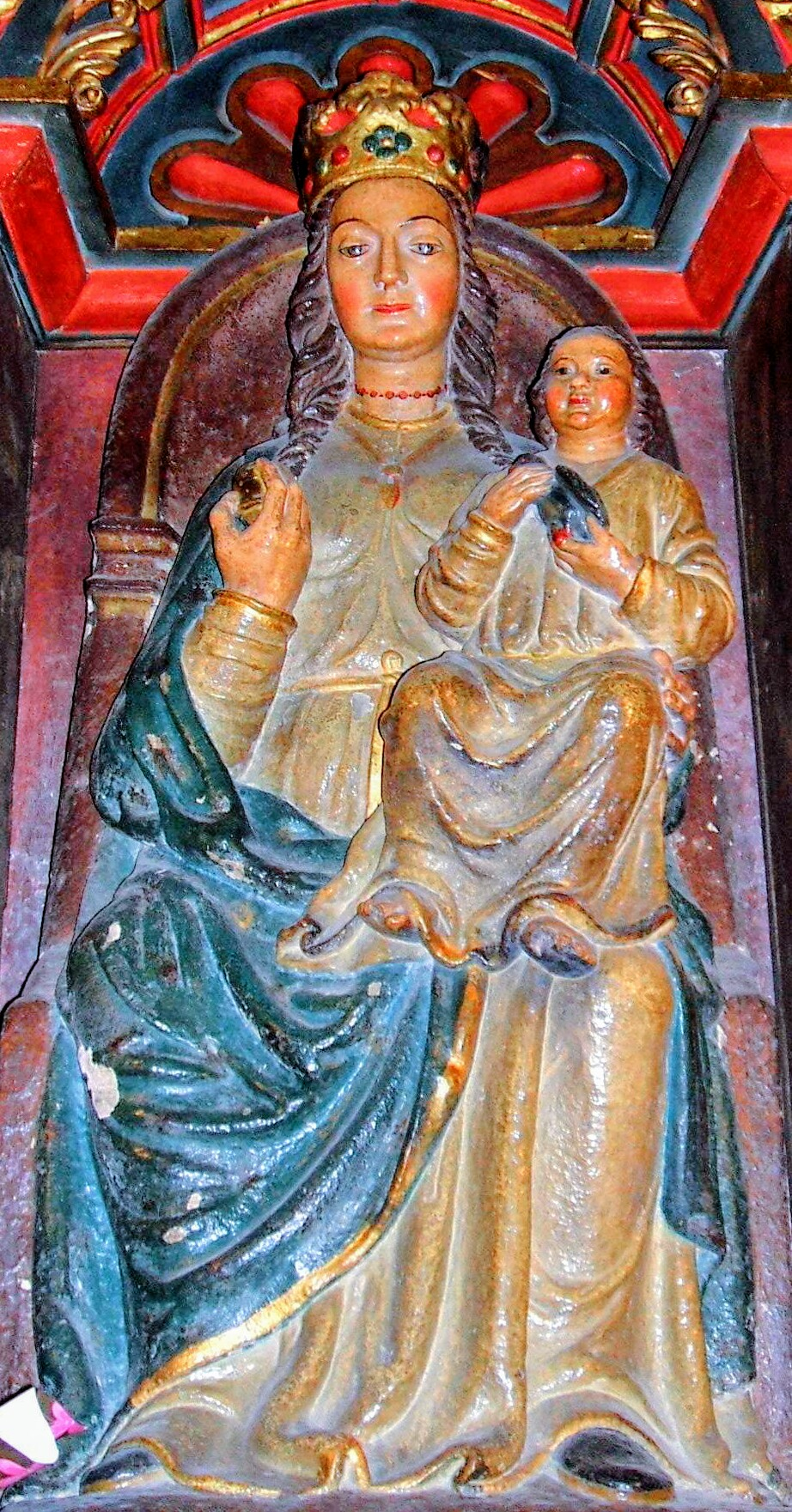
Virgen de Belén (anónimo, siglo). Catedral de Orense.

La respuesta del obispado llegaría al día siguiente:

SECRETARÍA DE CÁMARA Y GOBIERNO DEL OBISPADO DE ORENSE, 16 de julio de 1931
Sr. Cura de Sejalvo.
Estimado en el Señor: Antes de resolver instancia, es menester que tenga la bondad de enviar a este palacio episcopal, la imagen de piedra a que hace referencia en su escrito. Inmediatamente se decretará el anticipo, para reintegrarse en el día que se vendiere.
Atentamente de Ud. S. y a. q. b. s. m.,: 247 

Al día siguiente, el obispo concedería licencia al párroco de Seixalbo para el acometimiento de las obras:

Excmo. e Ilmo. Señor
Juan Bta. Rollón
Orense, 17 de julio de 1931
Por la presente autorizamos al Sr. Cura párroco de San Verísimo de Sejalvo para hacer en la iglesia parroquial las obras a que se refiere en su instancia de quince de los corrientes, cuyo importe es de quinientas pesetas. Una vez realizadas las obras mandará a nuestra secretaría de Cámara relación de ellas y justificante de los gastos con el Vo Bo del Sr. Arcipreste. Después entregaremos dicha cantidad a condición de reintegro que será a cuenta del valor de la imagen de piedra a que se refiere el Sr. Cura, la cual desde este momento queda de propiedad del Prelado Diocesano y deberá ser traída a la mayor brevedad a nuestro Palacio Episcopal.
Por mandato de S. E. R.
El Obispo, mi señor
Dr. Martín Fernández
Penitenciario Srio.: 248 

En octubre de ese mismo año el obispo recibió la relación de las obras solicitada:

Excmo. e Ilmo. Sr. Obispo de Orense
Sejalvo, octubre 29 de 1931
Excmo. y Rvmo. Señor: Teniendo en cuenta a lo solicitado por el Párroco que suscribe, en 15 de julio último, y a la autorización de V. E. I., con lo demás que se ordena en el superior oficio del 7 del mismo mes, se han ejecutado fielmente en esta parroquial de Sejalvo, las obras y trabajos contenidos en la referida instancia, y todo según documento de compromiso que se archiva y literalmente dice:

«En el pueblo de Sejalvo, Ayuntamiento y provincia de Orense, a veintidós de Julio de mil novecientos treinta y uno, ante el Sr. Cura párroco de la misma y testigos, digo yo Antonio Blanco y Blanco, casado, Maestro Albañil, con residencia en el pueblo de Rairo, que por la presente me obligo a hacer por el precio de quinientas pesetas la reteja general de la Iglesia de Sejalvo—mide veinticuatro metros de largo por once de ancho—incluyendo la parte trasera Norte, la teja nueva que haga falta para la revocación con argamasa de los canalones del borde de sus caras, cuadrados e hilada del centro del tejado, cual venía figurando, y arreglo del lucernario, en la forma convenida, reforma de sus cuatro ventanales, reposición de cristales faltosos, de la Cruz de la Cúpula, a modo de mármol, de llanos caídos, encintado y pintura de las paredes del mismo, y demás trabajos precisos, cuyos materiales presupuestados se numeran:
Para rasilla 30 pesetas. Para cuatro quintales de cal, 12 pesetas y 50 céntimos. Para dos sacos de cal hidráulica 12 pesetas. Para dos sacos de cemento 13 idem. Para cornisas 20 id. Para pedanías 10 id. Para una cruz mármol con destino a la Cúpula 35 id. Para cristales 15 pesetas. Para un ciento de teja 10 id. Ye el resto hasta quinientas pesetas para carretos de arena, materiales de andamios, tapar con cemento algunos agujeros en las escaleras interiores de subida a la torre, y jornales devengados, o sea, mano de obra, etc.
Conforme el Dn. Juan Bta. Rollón con lo propuesto por el Antonio Blanco y Blanco, desde luego queda cerrado el contrato entre ambos provistos en precio de las quinientas pesetas indicadas, debiendo el Blanco proceder, lo más pronto posible, a la realización de las obras las que sean abonadas a su terminación y disponer de su reconocimiento en prueba de lo cual y a los efectos consiguientes, firman este documento con los testigos presenciales Manuel Vázquez Guede y Constantino Rodríguez Santás, casados, mayores de edad y empadronados en esta superdicha parroquia de Sejalvo, según sus cédulas personales,≡ Antonio Blanco y Blanco,≡ Juan Bta. Rollón,≡ Sellado,≡ Manuel Vázquez,≡ Constantino Rodríguez».: 249 

A continuación de la relación de las obras figura el siguiente escrito, en el cual se hace constar que la talla de la Virgen de Seixalbo fue depositada en las dependencias del Palacio Episcopal el 8 de octubre de 1931:

Recibí del Sr. Cura párroco de San Verísimo de Sejalvo Dn. Juan Bautista Rollón quinientas pesetas, importe de la reteja general que le hice en la Iglesia parroquial de su cargo, incluyendo materiales y demás que aparece del documento que precede, y después de la conformidad prestada en el reconocimiento y examen de los trabajos y materiales indicados.
Y como Maestro albañil lo firmo en Sejalvo, a veintiuno de Octubre de mil novecientos treinta y uno. Antonio Blanco y Blanco.≡ Firmado.
En su virtud, a la carencia de fondos y a la supresión de sostenimiento del culto divino, debido a las medidas radicadas del rabioso sectarismo que padecemos, el párroco D. Juan Bta. Rollón ha resuelto a pesar de su situación poco desahogada, que esas obras realizadas en esta su Iglesia de Sejalvo, sean abonadas de su peculio particular, como así lo ha realizado, y por consiguiente perdonadas las quinientas pesetas de su importe, a semejanza de los frecuentes donativos y perdones que su desinterés y liberalidad siempre vino haciendo en las parroquias donde ejerció la Cura de almas y de los libros de fábrica consta; congratulándose así bien, de haber podido cumplir resueltamente, el 8 del actual, los superiores mandatos de entrega en Palacio de la Imagen de piedra de Ntra. Señora de la Silla a disposición del Ilmo. Prelado y a beneficio de las necesidades de este Templo, en cuanto sea posible.
Al mismo tiempo, ruega de nuevo muy encarecidamente a V. E. I. se digne favorecerle con alguna colocación, fácil de desempeñar en esa Capital, por humilde que sea, a fin de que unida al estipendio del Santo Sacrificio, pueda vivir aún modestamente en compañía de su hermana y familia de Orense, pues los 42 años que de servicios parroquiales lleva; los 72 años de edad con que cuenta y los achaques de la vejez que le rodean, creo serán suficiente causa para ser atendido y reposar, en cuyo caso cedería todo esto a favor de quien lo desease y mereciese su nombramiento.
Y pidiendo a Dios conserve la vida de V. E. I. besa reverentemente vuestro Pastoral Anillo este su menor Capellán y D. Juan Bta. Rollón.: 249–250 

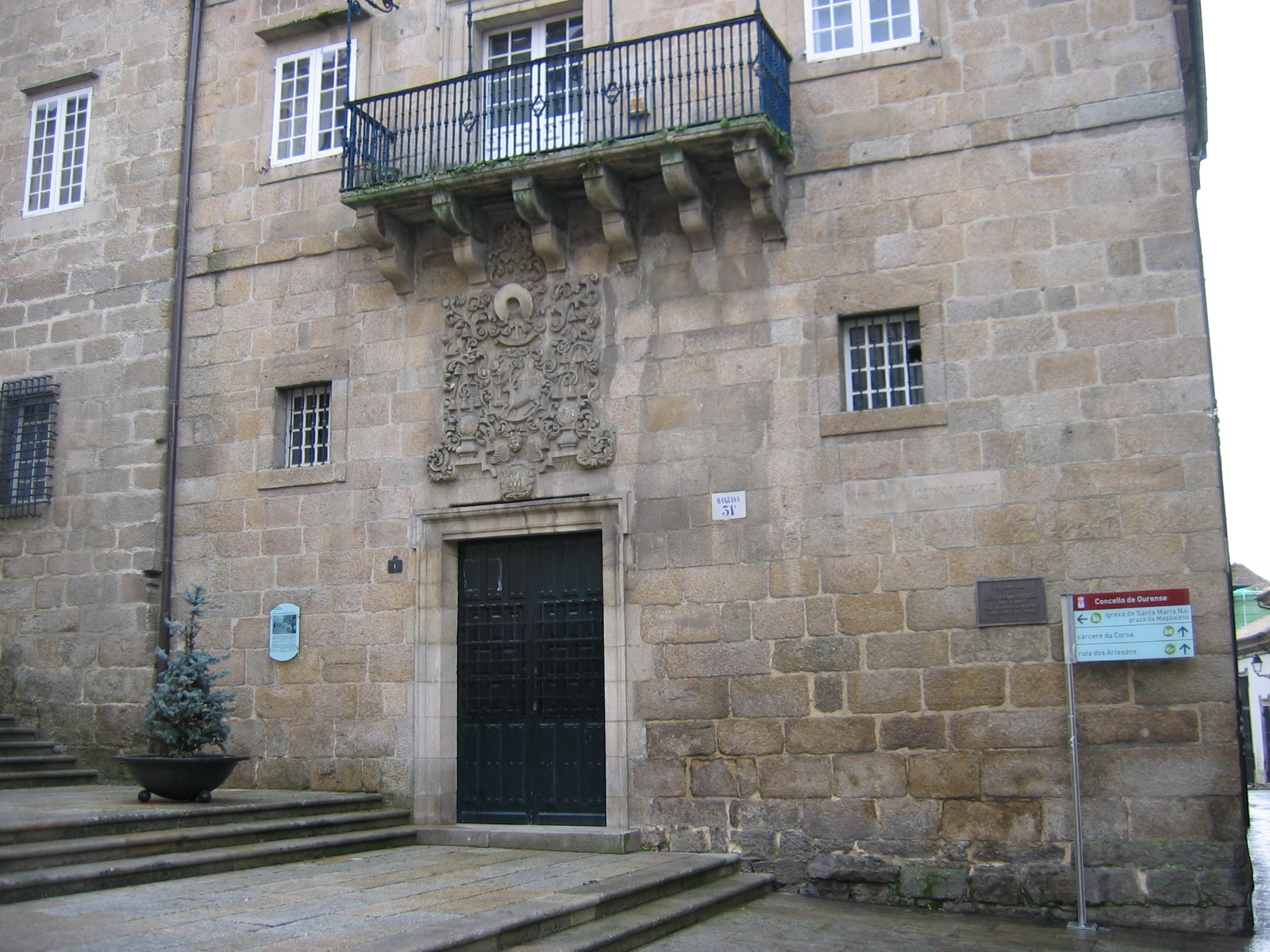
Antiguo Palacio Episcopal. Desde 1951 es la sede del Museo Arqueológico Provincial.

Inicialmente conservada en el Palacio Episcopal, la talla sería conducida al Museo Catedralicio tras su constitución entre 1951 y 1954.: 614  Por su parte, en la Iglesia de San Verísimo se halla hoy día una copia de la imagen, facturada en época reciente y dispuesta bajo el arco indicado por Palacios.: 922 

## Descripción

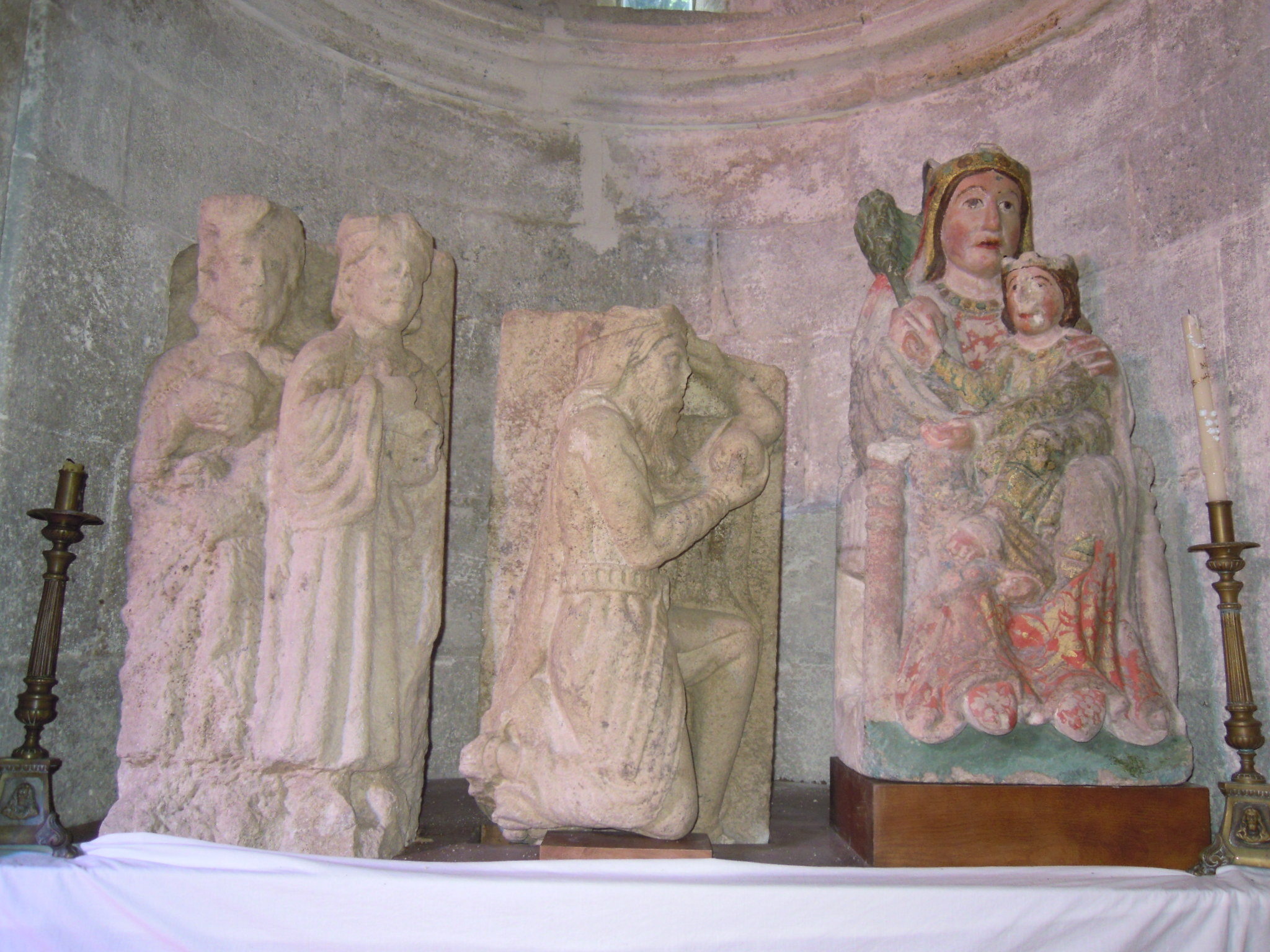
Epifanía (anónimo, siglos -). Iglesia de San Esteban de Ribas de Miño (Saviñao, Lugo).

Tallada en un único bloque de granito y con unas medidas de 97 × 39 × 30 cm, la Virgen aparece coronada y sentada en un trono con el Niño Jesús sobre su rodilla izquierda portando un libro en la mano izquierda mientras exhibe la derecha en actitud de bendecir, siendo esta extremidad de proporciones exageradas. Ambos lucen túnicas de rítmicos y esquemáticos pliegues muy decoradas en la zona inferior, quedando el calzado al descubierto, compuesto por los típicos zapatos puntiagudos del medievo. El rostro de la Virgen es ovalado y en el mismo se aprecia una pronunciada sonrisa y unos ojos convexos muy abultados al igual que los del infante, lo que provoca que la vista del espectador se dirija a ellos en un primer momento. En lo que respecta al trono, la parte alta luce dos flores que ayudan a enmarcar la cabeza de la Virgen, muy probablemente con intención laudatoria, a la vez que el perfil del respaldo cuenta con una hilera de bolas espaciadas y los pies del trono con dos leones, detalle poco habitual que incrementa la particularidad de esta pieza; el profesor Ramón Yzquierdo Perrín los considera una influencia del Pórtico de la Gloria mientras que el historiador del arte Serafín Moralejo Álvarez los interpreta como «una versión abreviada de María como Trono de Salomón», lo que vincula a la Virgen con la alabanza lauretana «Sedes Sapientiae», potenciado a mayores por la presencia de Jesús en su regazo sujetando el libro alusivo a su magisterio. La pose de María y la ubicación de su hijo en un lateral llevaron a Yzquierdo Perrín a afirmar que la obra pudo haber formado parte de una Epifanía, algo muy típico en los tímpanos compostelanos y en perfecto paralelismo con la representación, actualmente exenta, de la Iglesia de San Esteban de Ribas de Miño (Saviñao, Lugo), resultando esta iconografía totalmente desconocida en Orense. El arqueólogo Manuel Chamoso Lamas consideró a la Virgen de Seixalbo como deudora de los esquemas hieráticos típicos del románico pero a la vez poseedora de cierto grado de la dulzura propia del gótico, por lo que lo más probable es que se trate de una obra de transición que, a juzgar por su ejecución, debe situarse en el quehacer del taller catedralicio de entre 1230 y 1250.: 614 

## Legado
La Virgen de Seixalbo se erige como una de las imágenes más valiosas de la geografía orensana por su antigüedad y su encuadramiento en el románico, siendo una de las obras que ostenta el honor de formar parte de la colección exhibida en el Museo Catedralicio además de haber tenido la oportunidad de participar en la exposición Huellas de un Camino, celebrada entre junio y julio de 1994 en la Casa del Peregrino (León),: 323  y en la muestra Gallaecia Petrea, oficiada entre junio de 2012 y marzo de 2013 en el Museo Centro Gaiás (Santiago de Compostela). Del mismo modo, la talla destaca por ser una de las tres imágenes marianas románicas existentes en la capital, siendo las otras dos la Virgen de Reza, conservada también en el Museo Catedralicio, y Nuestra Señora del Refugio, propiedad del Museo Arqueológico Provincial actualmente exhibida en la sala de exposiciones de San Francisco.